# Exit (bande dessinée, Ott)
Pour les articles homonymes, voir Exit.
Exit est une bande dessinée en noir et blanc du Suisse Thomas Ott.
C'est un recueil d'histoires courtes déjà publiées par l'éditeur suisse Edition Moderne dans les albums Tales of error (1989) et Greetings from Hellville (1994). La technique employée par Thomas Ott est, comme souvent, celle de la carte à gratter.

## Publication
- Delcourt, collection « Encrages », 1997  (ISBN 2-84055-153-5).

### Documentation
- Ben, « No way out ! », BoDoï, no 2,‎ octobre-novembre 1997, p. 54.